# 金錫範
金 錫範（キム・ソクポム、김석범、1915年11月2日‐1998年2月18日）は大韓民国の軍人。日本名は金山照。韓国海兵隊生みの親の1人。太極武功勲章授与者。

## 人物
1915年、平安南道江西郡に生まれる。満州に渡り、1934年に新京師範学校卒業。1936年6月、中央陸軍訓練処に入学。哈爾濱の第4教導隊で3か月間基礎軍事訓練を受けた後、中央陸軍訓練処第3区隊で教育を受けた。1937年9月、中央陸軍訓練処第5期卒業。
見習軍官を経て同年12月に少尉任官。歩兵第31団に補任。1939年4月、卒業成績優秀者に抜擢され、同期の石希峰と共に陸軍士官学校に留学（第54期相当）。1940年9月、陸軍士官学校を卒業し、同年12月、中尉に進級して間島特設隊情報班主任として活動した。1944年、上尉昇進。1945年、第6管区歩兵第7団第2営連長。第7団は後方陣地構築と軍用道路建設を担当した部隊であった。同年6月頃、金錫範は歩兵第30団と共同で鏡泊湖西側地区の陣地構築をしていたが、8月12日、命令に従って牡丹江司令部に原隊復帰していたところソ連軍に遭遇して武装解除を受け、寧安の日本人兵舎に一時収容された。
第2次世界大戦終戦時、満州国軍上尉。丁一権の後任として新京保安司令部司令官に就任。1946年4月、新京保安司令部に所属していた全員を率いて仁川に到着した。
1946年、韓国沿岸警備隊入隊、任中尉（軍番80089番）。
1949年、鎮海統制府参謀長。
1950年8月9日、鎮海統制府防衛司令官。
1951年10月1日、海兵第1連隊長。
1952年、海兵第1戦闘団長や海兵隊副司令官を歴任。
1953年10月15日、海兵隊司令官、中将。
1958年、国防部長官特別補佐官。
1960年6月、予備役編入。
1961年5月、国家再建最高会議企画委員会委員長顧問
1963年5月、韓国機械工業会社社長。
1966年、在郷軍人会副会長。
1969年、行政改革調査委員副委員長。
1998年2月18日午前9時50分、ソウル峨山病院で肺がんにより死亡。

## 学歴
- 1934年 新京師範学校卒業
- 1937年 奉天軍官学校卒業
- 1941年 日本陸軍士官学校卒業
- 1953年 陸軍大学修了
- 1958年 韓国国防大学院修了

## 勲章
- 勲六位柱国章 1943年9月15日[4]
- 太極武功勲章

## 評価
死後、生前の功績から太田顕忠院に埋葬されたが、親日反民族行為真相究明委員会が「親日」と認定したことを契機に、左派系市民団体が「反民族行為者の墓を移せ」と要求するようになった。2019年6月6日には、民族問題研究所が墓地を汚物で汚損させるアピールを行っている。
親日反民族行為真相糾明委員会が2009年に作成した報告書には「金錫範は満州国軍将校に任官して以来、日本の敗戦まで日本帝国主義の軍隊の将校として服務した」とし「間島特設隊の主要幹部として中国関内で抗日武装部隊の攻撃に参加し、情報班主任を務め罪のない民衆を弾圧するなど日本の侵略戦争に積極的に協力した」と記録し、金錫範のこのような行為は日帝強占下反民族行為真相糾明に関する特別法第2条10号（「日本帝国主義軍隊の少尉以上の将校として侵略戦争に積極的に協力した行為」）と19号（「日本帝国主義の植民地支配と侵略戦争に協力して賞または勲功を受けた者として、日本帝国主義に著しく協力した行為」）に規定する親日反民族行為に該当すると評価した。
民族問題研究所が発刊した『親日人名辞典』には金錫範が主任を務めた情報班について「間島特設隊が中国河北省石匣鎮一帯で活動していた時、情報班に支えられ討伐した回数は34件になった」「討伐で八路軍軍政人員と住民39人が虐殺され、逮捕された者は62人に達した」と記述している。